# Ewen (Bitburg)
Ewen ist eine Wüstung nahe dem Stadtteil Matzen (Bitburg) im Eifelkreis Bitburg-Prüm in Rheinland-Pfalz.

## Geographische Lage
Die Wüstung Ewen befindet sich nordöstlich von Bitburg und liegt auf einer Hochebene, rund 1,5 km südlich von Matzen. In unmittelbarer Nähe fließt der Beilsbach. Die B 50 verläuft 500 m südlich der Wüstung.

## Beschreibung

### Dorf Ewen
An der genannten Stelle befand sich vor rund 1000 Jahren das Dorf Ewen. Die erste urkundliche Erwähnung erfolgte 962 durch Kaiser Otto I. in Rom. Im Jahr 1230 gingen die Güter des Ortes von der Trierer Abtei Sankt Maximin zum Kloster Sankt Thomas über. Ewen starb vermutlich während des Dreißigjährigen Krieges an den Folgen der Pest aus.

### Kapelle
Berichtet wird ferner von einer Kapelle, die dem Heiligen Clemens geweiht war. Als der Ort ausstarb, blieb die Kapelle dennoch erhalten. Es existieren Berichte, wonach ab 1758 jährliche Prozessionen der Bitburger Jungfrauen hierher stattfanden. 1760 stand lediglich noch der Turm der Kapelle, der dann 1816/17 ebenfalls abgebrochen wurde. Das Material diente zum Hausbau in Matzen.

### Kreuz Ewen
1653 wurde an der Stelle des Dorfes ein Wegekreuz errichtet. Dieses soll an Ewen erinnern und trägt die folgende Inschrift: Neumanns Klaus und seine Ehefrau Catharina haben dieses Kreuz zur Ehre Gottes errichten lassen – Anno 1653.

## Heutige Situation
Vom Dorf Ewen sind heute nur noch zwei Sandsteinfiguren erhalten, welche im Portal der Donatus-Kirche in Matzen verarbeitet wurden. Überreste an der Stelle des Ortes existieren nicht mehr. Das Wegekreuz wurde 1985 um etwa 100 m versetzt und befindet sich am Rande einer Windschutzpflanzung. Durch die Stadt Bitburg wurde zudem eine kleine Informationstafel neben dem Kreuz errichtet.

## Denkmalschutz
Die beiden Sandsteinfiguren und das Wegekreuz stehen heute unter Denkmalschutz und gehören zum Kulturgut der Region Trier.

## Einzelnachweis
1. 1 2 3  Eintrag zu Dorf Ewen in der Datenbank der Kulturgüter in der Region Trier, abgerufen am 13. Februar 2021.